# New Values
New Values (рус. Новые Ценности) — третий сольный альбом Игги Попа и его первый альбом без какого-либо участия Дэвида Боуи, вышедший в 1979 году, его первая запись на лейбле Arista Records и первое сотрудничество Игги Попа и Джеймса Уильямсона со времён альбома Kill City.

## Об альбоме
Создавая этот альбом Игги Поп и Джеймс Уильямсона воссоединились со Скоттом Тёрстоном, который сотрудничал с The Stooges в середине 1970-х, в качестве клавишника. Хотя некоторые гитарные партии были записаны Уильямсоном, Тёрстон играл ведущую роль в большинстве композиций, Уильямсон же больше сосредоточился на продюсировании пластинки. В схожем ключе происходил процесс создания материала, хотя одна из песен была написана тандемом Попа и Уильямсона, пять композиций были плодом совестной работы Игги и Тёрстона.
Альбом достиг 180-го места в американском хит-параде Billboard Top LPs & Tape. Для продвижения песен «I’m Bored» и «Five Foot One» были сняты видеоклипы. Впоследствии Дэвид Боуи записал кавер-версию песни «Don’t Look Down» для его альбома Tonight (1984) и использовал её в начальных и заключительных титрах его короткометражного фильма «Jazzin’ for Blue Jean».

## Список композиций
Слова и музыка всех песен — написаны Игги Попом, если не указано иное.
| №  | Название          | Автор(ы)                   | Длительность |
| -- | ----------------- | -------------------------- | ------------ |
| 1. | «Tell Me a Story» |                            | 2:48         |
| 2. | «New Values»      | Игги Поп, Скотт Тёрстон    | 2:36         |
| 3. | «Girls»           |                            | 2:57         |
| 4. | «I’m Bored»       |                            | 2:44         |
| 5. | «Don’t Look Down» | Игги Поп, Джеймс Уильямсон | 3:36         |
| 6. | «The Endless Sea» |                            | 4:50         |

| №  | Название                       | Автор(ы)                | Длительность |
| -- | ------------------------------ | ----------------------- | ------------ |
| 1. | «Five Foot One»                |                         | 4:28         |
| 2. | «How Do You Fix a Broken Part» |                         | 2:52         |
| 3. | «Angel»                        | Игги Поп, Скотт Тёрстон | 3:33         |
| 4. | «Curiosity»                    | Игги Поп, Скотт Тёрстон | 2:26         |
| 5. | «African Man»                  | Игги Поп, Скотт Тёрстон | 3:33         |
| 6. | «Billy Is a Runaway»           | Игги Поп, Скотт Тёрстон | 2:26         |

## Би-сайды
- «Pretty Flamingo» (Би-сайд к синглу «Five Foot One») — 3:15

## Участники записи
- Игги Поп — вокал
- Джеймс Уильямсон — гитара, вокал
- Скотт Тёрстон[англ.] — гитара, бас, вокал, арфа, клавишные
- Клаус Крюгер — ударные
- Джеки Кларк — бас

## Позиции в хит-парадах
Еженедельные чарты:
| Год  | Чарт                             | Высшая позиция | Пребывание |
| ---- | -------------------------------- | -------------- | ---------- |
| 1979 | Австралия (Kent Music Report)    | 36             | нет данных |
| 1979 | Великобритания (UK Albums Chart) | 60             | 4 недели   |
| 1979 | Новая Зеландия (RMNZ)            | 18             | 16 недель  |
| 1979 | США (Billboard 200)              | 180            | 4 недели   |
| 1979 | Швеция (Sverigetopplistan)       | 37             | 1 неделя   |